# Niebezpieczna metoda
Niebezpieczna metoda (ang. A Dangerous Method) – brytyjsko-niemiecko-kanadyjski dramat filmowy z 2011 roku w reżyserii Davida Cronenberga. Scenariusz do filmu, stworzony przez Christophera Hamptona, oparty jest na sztuce teatralnej jego autorstwa pt. The Talking Cure z 2002 roku, a także na książce A Most Dangerous Method autorstwa Johna Kerra.
Światowa premiera filmu nastąpiła 2 września 2011 roku, podczas 68. Międzynarodowego Festiwalu Filmowego w Wenecji, gdzie film był wyświetlany w Konkursie Głównym. Następnie film został zaprezentowany podczas 36. Międzynarodowego Festiwalu Filmowego w Toronto.

## Opis fabuły
Przeddzień wybuchu I wojny światowej. Film przedstawia relacje jakie łączyły początkującego wówczas psychiatrę Carla Gustava Junga, jego mentora Zygmunta Freuda, oraz Sabinę Spielrein, która była ich pacjentką.

## Obsada
- Viggo Mortensen jako Zygmunt Freud
- Michael Fassbender jako Carl Gustav Jung
- Keira Knightley jako Sabina Spielrein
- Vincent Cassel jako Otto Gross
- Sarah Gadon jako Emma Jung
- André Hennicke jako Eugen Bleuler
- Arndt Schwering-Sohnrey jako Sándor Ferenczi
- Marc Engelhard jako osadzony w sanatorium[3]

## Nagrody i nominacje
68. Międzynarodowy Festiwal Filmowy w Wenecji
- nominacja: Złoty Lew − David Cronenberg

16. ceremonia wręczenia Satelitów
- nominacja: najlepszy aktor w roli drugoplanowej − Viggo Mortensen

69. ceremonia wręczenia Złotych Globów
- nominacja: najlepszy aktor drugoplanowy − Viggo Mortensen